# Komatsu (miasto)
Komatsu (jap. 小松市 Komatsu-shi) – miasto w Japonii w prefekturze Ishikawa, w środkowej części wyspy Honsiu.

## Położenie
Miasto leży na wybrzeżu Morza Japońskiego. Graniczy z miastami:
- Hakusan
- Nomi
- Katsuyama
- Kaga

## Historia
Komatsu otrzymało status miasta 1 grudnia 1940.

## Współpraca
Miejscowości partnerskie:
- : Gateshead, Wielka Brytania
- : Vilvoorde, Belgia